# Tasmanocoenis novaegiuneae
Tasmanocoenis novaegiuneae is een haft uit de familie Caenidae. De wetenschappelijke naam van de soort is voor het eerst geldig gepubliceerd in 1957 door van Bruggen.
De soort komt voor in het Australaziatisch gebied.